# Doug Ramsey
Doug Ramsey (* 3. Oktober 1934) ist ein US-amerikanischer Journalist und Jazz-Autor.

## Leben
Doug Ramsey, der als Journalist in den Printmedien und beim Rundfunk in New York, New Orleans, San Francisco, Los Angeles, Seattle, Portland, San Antonio, Cleveland und Washington, D.C. tätig war, machte sich als Autor der Biographien Take Five: The Public and Private Lives of Paul Desmond und Jazz Matters: Reflections on the Music and Some of its Makers einen Namen. Er schrieb für das Magazin Downbeat und seit 1975 für Jazz Times; außer war er 25 Jahre Mitherausgeber von Texas Monthly (in der er u. a. über die texanische Jazzszene schrieb) und hatte eine regelmäßige Jazz-Kolumne in den Dallas Morning News. Ferner schrieb er Artikel und Besprechungen u. a. für The Washington Post, The Seattle Times, The Los Angeles Times, The Oregonian und Congressional Quarterly, daneben eine Reihe von Liner Notes, z. B. für Alben von Chet Baker, Art Blakey, Jaki Byard, Vince Guaraldi, Jim Hall, Morgana King, Anita O’Day, Oscar Peterson, Fats Waller, Cedar Walton oder Jessica Williams. Mit Dale Shaps gab er das Buch Journalism Ethics: Why Change? heraus, hielt Kurse in Deutschland und Osteuropa über Jazz und die Rolle der Pressefreiheit in der Demokratie. Als Senior Vice President der FACS (Foundation for American Communications) unterrichtete er Journalisten. 2007 erschien sein Roman Poodie James. Er lebt im Nordwesten der USA. Ramsey schrieb bis 2020 regelmäßig über Jazz in seinem Blog Rifftides.

## Auszeichnungen
Ramsey wurde zweimal mit den ASCAP Deems Taylor Awards ausgezeichnet, für sein Desmond-Buch Take Five und für einen Essay über Bill Evans in den Liner Notes zu The Secret Sessions. Außerdem erhielt er 2008 den Lifetime Achievement Award der Jazz Journalists Association.

## Schriften
- Journalism Ethics: Why Change?, edited by Doug Ramsey and Dale Ellen Shaps. Los Angeles Foundation for American Communications, 1986.
- Jazz Matters Reflections on the Music & Some of Its Makers (Vorwort: Gene Lees). Fayetteville: The University of Arkansas Press, 1989. ISBN  1-55728-060-6
- Take Five: The Public and Private Lives of Paul Desmond. Foreword by Dave Brubeck and Iola Brubeck.Parkside Publications, Seattle, 2005. ISBN 0-9617266-7-9
- Poodie James, Libros Libertad Publishing Ltd 2007. ISBN 0-9781865-6-7